# Chiave (personaggio)
La Chiave (Key) è il nome di due personaggi dei fumetti DC Comics, entrambi supercriminali dell'universo DC.

## Storia

### La Chiave della Golden Age
L'unica apparizione de La Chiave della Golden Age avvenne in All-Star Comics n. 57 del 1951, che ebbe come protagonista l'ultima comparsa della Justice Society of America della Golden Age. In questa storia, La Chiave era il capo di un enorme sindacato del crimine, e utilizzò vari agenti sparsi per il mondo che agissero in sua vece. Mentre fuggiva dalla Society su una funivia che si muoveva sopra una gola, La Chiave saltò per evitare la cattura da parte del gruppo di supereroi, presumibilmente cadendo verso la morte (dato che questa versione de La Chiave non si vide più).

### La Chiave della Modern Age
La seconda Chiave debuttò in Justice League of America vol. 1 n. 41 (dicembre 1965). Originariamente un chimico dell'Intergang, l'uomo che divenne La Chiave sviluppò un composto chimico espandi mente che attivò i suoi dieci sensi, e che lo aiutò a ideare dei piani che i miseri esseri umani non riescono neanche a capire. Armato di questi piani, una serie di scagnozzi chiamati "Uomini-Chiave", ed una "spara-chiavi", La Chiave fallì numerosi combattimenti contro la Justice League of America.
La Chiave ritornò in JLA n. 8 (agosto 1997), dopo aver passato degli anni in ibernazione. Il composto chimico che ingerì lo trasformò in un essere cadaverico e pallido, ma ne incrementò le abilità mentali all'inverosimile. Riuscì ad infiltrarsi nel quartier generale della JLA, ed intrappolò i suoi membri in una realtà fantastica di loro stessa invenzione, intenzionato a dirottare le energie della loro inevitabile vittoria al fine di incrementare il suo potere. C'era quasi riuscito, se non fosse stato per l'intervento di Connor Hawke, che giunse al quartier generale della JLA mentre La Chiave era presente a causa di un incontro pre-organizzato per discutere della sua probabile adesione alla League. Infine, La Chiave ritornò per combattere Batman, tentando di provocarlo per farsi uccidere così che sarebbe potuto sfuggire alla vita stessa, ma il suo piano si dimostrò un insuccesso.
Nella fase successiva alla storia "Il mondo senza la Justice League" (JLA n. da 120 a 125) quando la Justice League si sciolse, e La Chiave, ora con poteri telepatici grazie a degli impianti cibernetici, tentò di distruggere la League. Dopo una battaglia contro Batman, Freccia Verde, Black Canary e Manitou Dwan, fu sconfitto ed inviato nella "realtà del sogno", un posto dove i telepati possono pensare in pace. In qualche modo riuscì ad evadere, dato che fu visto successivamente mentre partecipava alla Battaglia di Metropolis.
Dopo questo, comparve in Justice League of America vol. 2 n. 17, come leader di un gruppo di criminali che cercava di evitare l'imprigionamento su un pianeta-prigione. La storia fece presumere che gli altri criminali cercavano La Chiave per facilitare la loro fuga dalle celle di contenimento della JLA quando si sentirono pronti, ma la League si prevenne contro questa evenienza e fece sì che gli smorzatori nelle celle evitassero che la sua intelligenza non potesse intaccarli, così come neanche le abilità fisiche degli altri criminali. Successivamente, nel n. 37, fu mostrato come araldo tra Roulette ed un maestro mai visto. In Crisi Finale, fa parte della Società segreta dei supercriminali di Libra.

## Poteri e abilità
Originariamente La Chiave portava una pistola in forma di chiave.
Il composto chimico creato da La Chiave gli permise di avere accesso al 90% delle facoltà mentali de cervello umano. Questo incrementò vastamente la sua intelligenza ed espanse la sua gamma di sensi. Creò uno psico-virus programmabile che lui sognò come un'influenza. Questa influenza prendeva di mira il Sistema Nervoso Centrale e permetteva a La Chiave di produrre delle allucinazioni. Col tempo riuscì ad appropriarsi delle energie delle menti di coloro che venivano infettati.
La Chiave possiede numerosi servì robot che usa per eseguire i compiti che vengono assegnati loro. Gli androidi hanno una forte resistenza agli attacchi psichici ma hanno anche una grande capacità offensiva.

## Altri media
- Nella serie animata Justice League Unlimited, la Chiave fu visti come membro della Società Segreta. Le sue abilità sembrano più orientate verso la scassinatura di aree impenetrabili grazie all'utilizzo di una pistola a forma di chiave con cui può facilmente aprire delle porte, così come è capace di farlo con normalissimi mezzi balistici. In un commento, fu detto che era originariamente posseduto, o in contatto con Brainiac, e giocò un ruolo importante nella stagione finale. Tuttavia, fu abbandonato in favore del resuscitato Darkseid. Nell'ultima puntata, si mise contro Luthor e fu successivamente congelato da Killer Frost.
- Nell'episodio "Night of the Huntress" della serie animata Batman: The Brave and the Bold, un criminale simile a La Chiave si chiamava Skeleton Keyes, ed era un membro della gang Baby-Face.

### Film
- La Chiave fece una comparsa nel film animato Justice League: The New Frontier.

### Videogiochi
- La Chiave è un criminale che compare nel videogioco Justice League Heroes.
- La Chiave è in lista per comparire nel videogioco DC Universe Online.